# Палаццо Альбрицци
Палаццо Альбрицци, или Палаццо Бономо Альбрицци (итал. Palazzo Albrizzi, Palazzo Bonomo Albrizzi) — палаццо (дворец) в Венеции, расположенный в сестиере (районе) Сан-Поло, недалеко от Понте-делле-Тетте («Мост грудей») и Кампо Сан-Поло.

## История
Палаццо было построено по завещанию семьи Бономо в конце XVI века. Величественный дворец в целом сохранил свои изначальные архитектурные характеристики. В 1648 году часть дворца перешла во владение знатной семьи Альбрицци-Капелло, родом из Бергамо, отсюда двойное название. В 1692 году дворец стал исключительной собственностью Джанбаттисты, Антонио, Жозефа, Александра и его сына в качестве приданого после «брака с членом семьи Бономо».
С 1971 года управление Палаццо Альбрицци взяло на себя Итало-германское культурное объединение Венеции (Associazone culturale italo-tedesca: ACIT Venice). Во время 58-й Венецианской биеннале во дворце размещались павильоны Гватемалы, Доминиканской Республики и Гренады.

## Архитектура
Палаццо Альбрицци имеет три этажа с мезонином. У него два главных фасада: один выходит на площадь: Кампьелло-Альбрицци, другой на набережную канала Рио-ди-Сан-Кассиано. Оба фасада оформлены характерными арочными окнами с серлианами в центре и балконами с балюстрадами. Наиболее интересны интерьеры с лепнинами стукко и фресками. Лепной декор выполнен Аббондио Стацио и его учеником Карпофоро Маццетти Тенкалла в 1699 году. Росписи также относятся к XVII веку.
Палаццо хранит важный исторический архив, который включает документы, относящиеся к тирольским владениям семьи Альбрицци, в частности к Кастель д’Энна в долине области Трентино-Альто-Адидже.

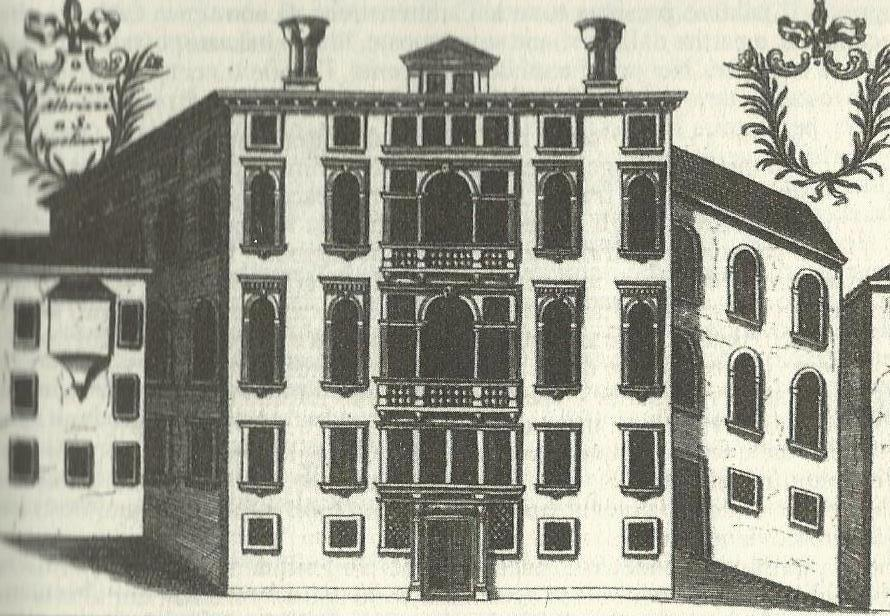
Палаццо Бономо-Альбрицци. Рисунок XVII века
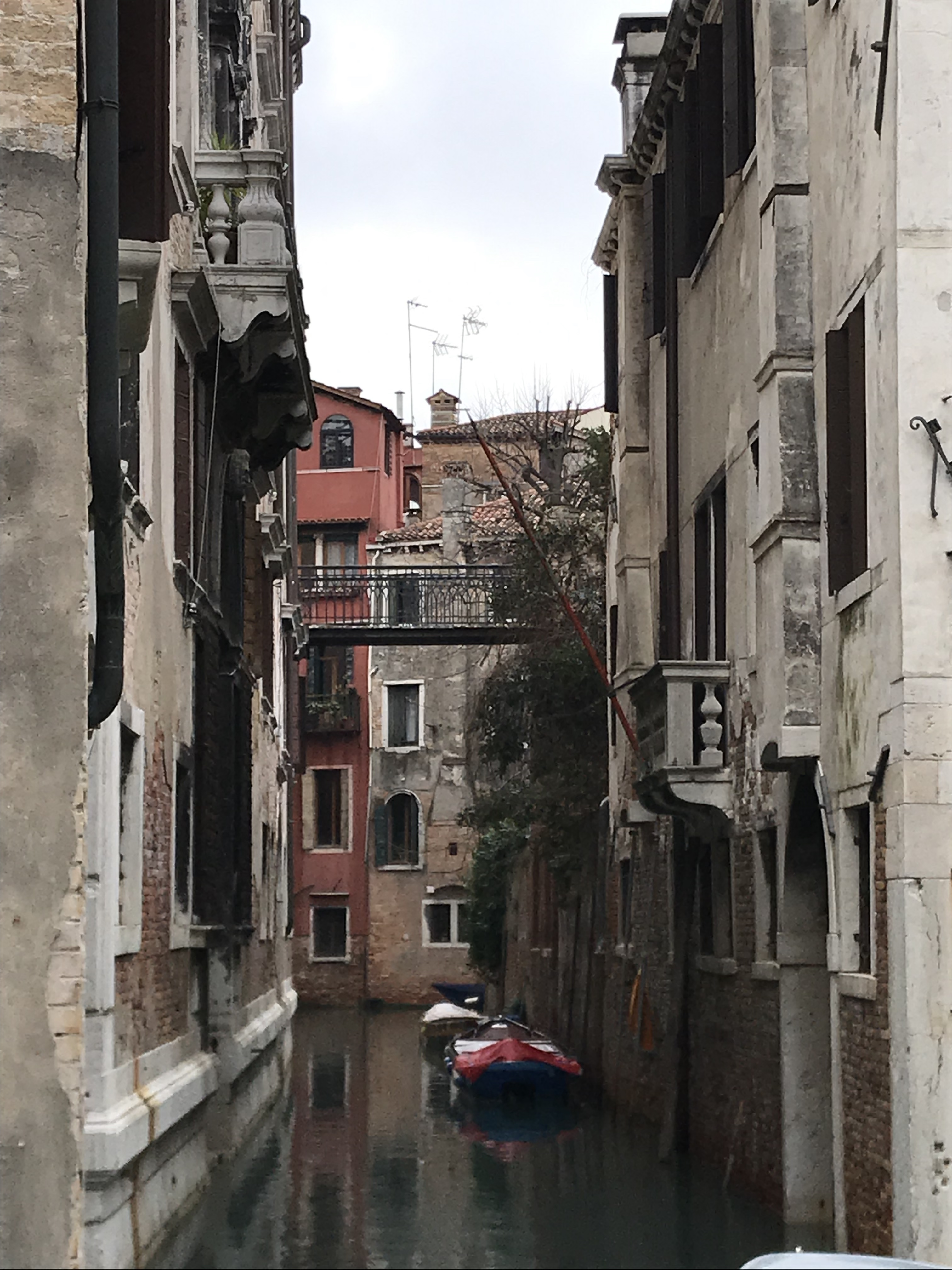
Вид на Рио-ди-Сан-Кассиано у Палаццо Альбрицци
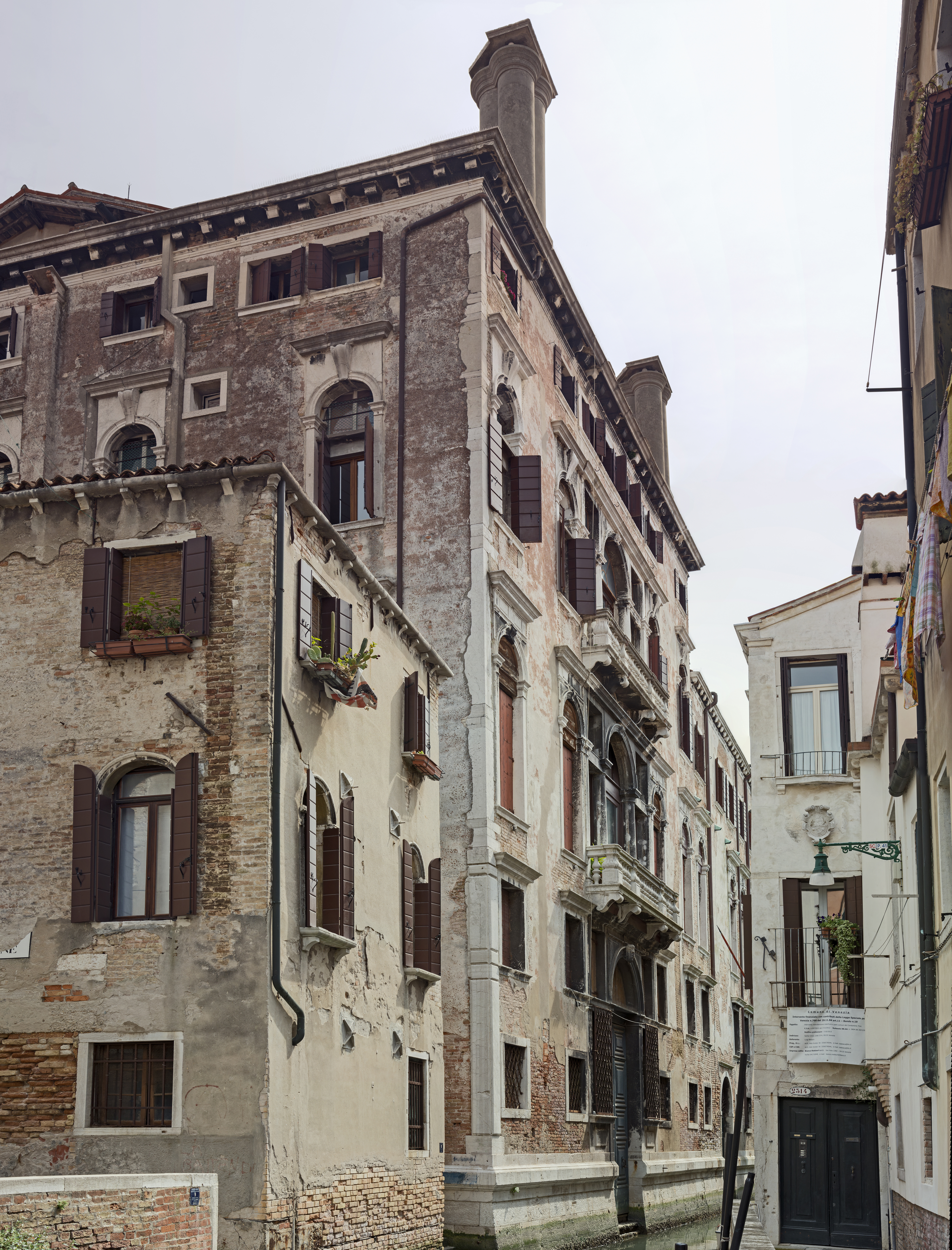
Фасад со стороны Рио-ди-Сан-Кассиано
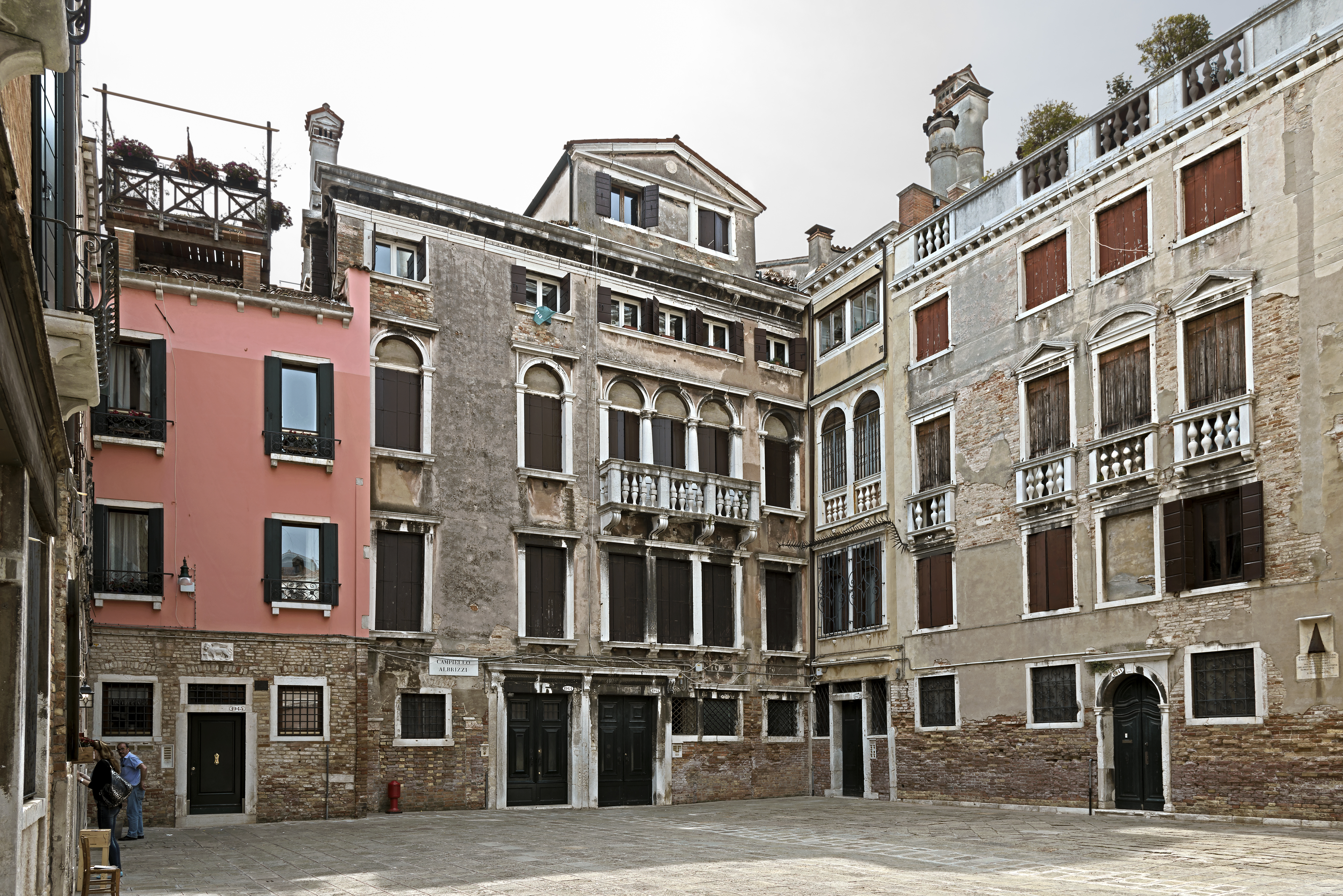
Кампьелло («площадка») Альбрицци
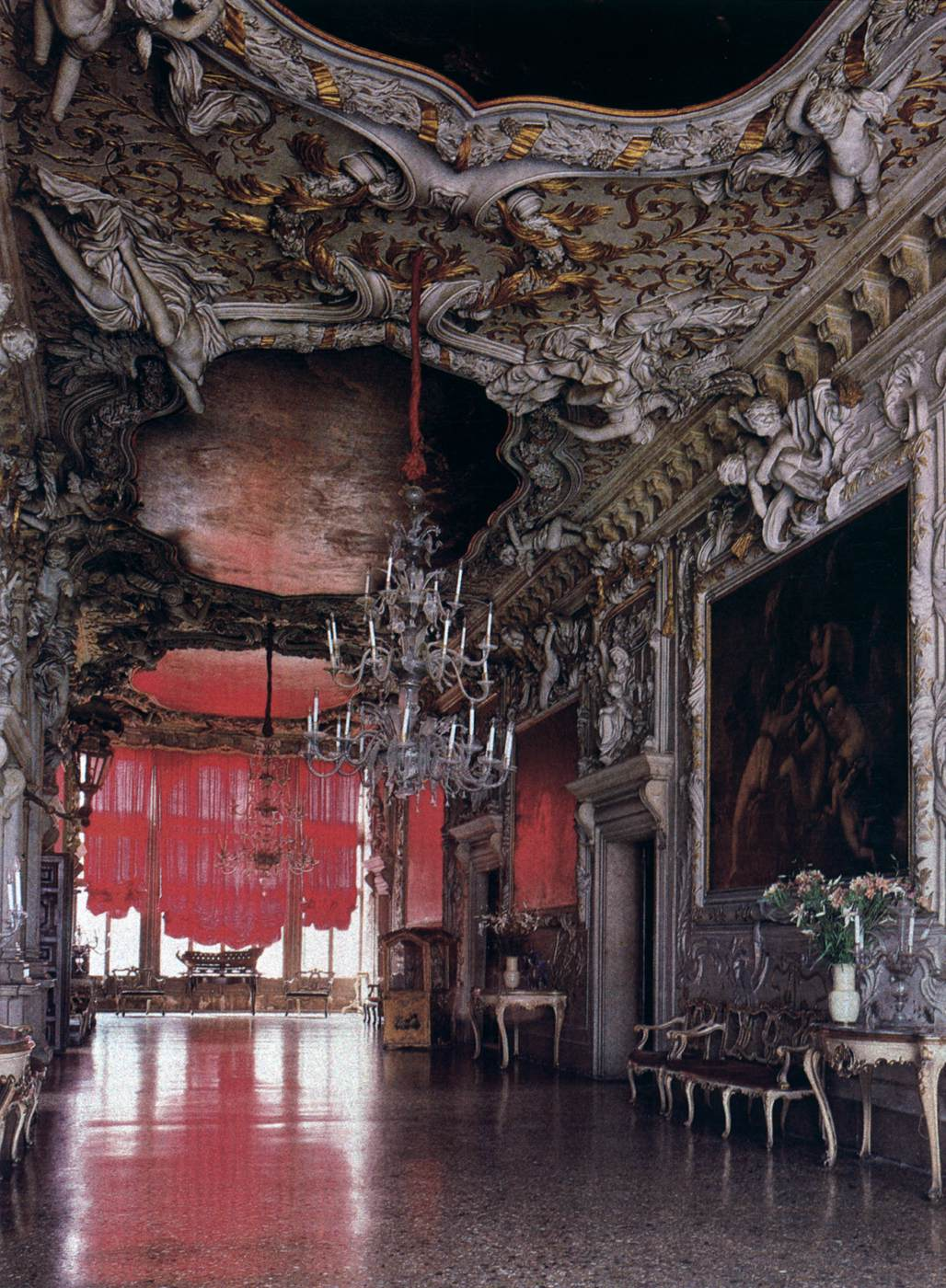
Лепной декор главного зала